# Marreese Speights
Marreese Akeem Speights (ur. 4 sierpnia 1987 w St. Petersburg) – amerykański koszykarz, występujący na pozycjach silnego skrzydłowego lub środkowego, obecnie zawodnik Guangzhou Long-Lions.
12 lipca 2016 podpisał umowę z Los Angeles Clippers. 27 lipca 2017 został zawodnikiem Orlando Magic.
2 lipca 2018 dołączył do chińskiego Guangzhou Long-Lions.

## Osiągnięcia
Stan na 25 lipca 2016, na podstawie, o ile nie zaznaczono inaczej.
NCAA
- Mistrz:
  - NCAA (2007)[5]
  - turnieju konferencji Southeastern (SEC – 2007)
  - sezonu regularnego SEC (2007)

NBA
- Mistrz NBA (2015)[6]
- Wicemistrz NBA (2016)[7]
- 2–krotnie wybierany do składu All-Orlando Pro Summer League 2nd Team podczas rozgrywek letniej ligi (2009, 2010)[8]